# Вьяль, Алиса
Алиса Вероника Сесиль Вьяль (фр. Alice Véronique Cécile Vial; род. 15 июля 1986 года, Париж, Франция) — французский сценарист, режиссёр и актриса. Лауреат премии «Сезар» (2018).

## Биография
Алиса Вьяль родилась в Париже 15 июля 1986 года. Её первый актёрский опыт — участие в анимационной молодёжной программе Canal J «Кешью» в 1995 году.
Алиса не получила соответствующего образования, но стремилась стать сценаристом. Она использовала методику самообучения, при этом обращаясь за советом к более опытным сценаристам и писателям-практикам. По её словам, она не считает подражание чем-то зазорным. Именно в этом контексте она написала свой первый сценарий в 2009 году, он получил название «Бессмертные».
В 2011 году она участвовала в создании коллектива «Несмываемые» (фр. Les Indélébiles), организованной по образу и подобию первой группы французских сценаристов Le Sas. Этот коллектив объединяет 14 сценаристов по данным 2016 года, продуктивно сотрудничающих друг с другом и не чурающимися взаимоподдержки.
В 2015 году вместе с Сабриной В. Карине она выиграла конкурс, организованный Sopalin Prize, и присоединилась к группе сценаристов, работающих над фильмом Анн Фонтен «Непорочные». Это история, основанная на воспоминаниях сотрудника французского Красного Креста доктора Маделин Поляк о преступлениях солдат советской армии в послевоенной Польше. Как соавтор сценария Алиса была номинирована на высшую кинематографическую премию страны «Сезар», а фильм рассматривался среди вероятных кандидатов для участия в «оскаровской» гонке от Франции. «Непорочные» также стали первым европейским фильмом в основном конкурсе Сандэнса со времён немецкой трагикомедии «Гуд бай, Ленин!».
В качестве режиссёра она сняла несколько короткометражек и телесериал «Половое перевоспитание» о любви двух постояльцев дома престарелых.

## Фильмография

### Актриса
| Год       |     | Русское название                  | Оригинальное название                 | Роль                        |
| --------- | --- | --------------------------------- | ------------------------------------- | --------------------------- |
| 2005      | тф  | —                                 | La route de la peur                   | н/д                         |
| 2006      | кор | —                                 | La méthode douce                      | Манон Пико                  |
| 2007      | тф  | Как птица                         | La promeneuse d'oiseaux               | горничная                   |
| 2007      | с   | Жизнь прекрасна                   | Plus belle la vie                     | Лора Жерар                  |
| 2008      | кор | Бессердечный                      | Heartless                             | Эмма                        |
| 2008      | с   | Алис Невер                        | Le juge est une femme                 | Флоранс Ренье               |
| 2008—2010 | с   | Элитный отряд                     | Flics                                 | Мари Ван Сент               |
| 2009      | кор | —                                 | Paranoland                            | Жюли                        |
| 2009      | кор | —                                 | Spirale                               | Виржини                     |
| 2010      | с   | —                                 | Boulevard du Palais                   | Жюльетт                     |
| 2011      | кор | —                                 | Five                                  | Наташа                      |
| 2013      | с   | R.I.S. Научная полиция            | R.I.S. Police scientifique            | Сабин                       |
| 2014      | ф   | День кометы                       | Day of the Comet                      | Амелия                      |
| 2014      | кор | Французская лихорадка!            | French It Up!                         | участница групповой терапии |
| 2016      | ф   | Сумасшедшая история Макса и Леона | La folle histoire de Max et Leon      | Алиса Маршаль               |
| 2017      | с   | Загадочные убийства Агаты Кристи  | Les petits meurtres d’Agatha Christie | Сильвия Франко              |
| 2017      | с   | —                                 | Loulou                                | н/д                         |

### Режиссёр, сценарист, монтажёр
| Год  | Название                    | Оригинальное название               | Режиссёр | Сценарист  | Монтажёр   | Примечания             |            |
| ---- | --------------------------- | ----------------------------------- | -------- | ---------- | ---------- | ---------------------- | ---------- |
| 2012 | —                           | From Boston                         |          | Да         |            | короткометражный фильм |            |
| 2014 | Человек, который знал район | L’homme qui en connaissait un rayon | Да       | Да         |            | короткометражный фильм |            |
| 2014 | Французская лихорадка!      | French It Up!                       | Да       | Да         | Да         | короткометражный фильм |            |
| 2015 | —                           | Gueule de loup                      | Да       | Да         |            | короткометражный фильм |            |
| 2016 | Пятеро                      | Five                                |          | Да         |            |                        |            |
| 2016 | Непорочные                  | Les Innocentes                      |          | Да         |            |                        |            |
| 2016 | —                           | Маржори                             | Marjorie |            | Да (1 эп.) |                        | телесериал |
| 2017 | —                           | Les bigorneaux                      | Да       | Да         |            | короткометражный фильм |            |
| 2017 | —                           | Loulou                              |          | Да (2 эп.) |            | телесериал             |            |
| 2023 | Половое перевоспитание      | Septième Ciel                       | Да       | Да         |            | телесериал             |            |
| 2023 | Капли Бога                  | Les Gouttes de Dieu                 |          | Да         |            | телесериал             |            |

## Награды и номинации
| Сезар (2017) | Лучший оригинальный сценарий  | «Непорочные»       | Номинация |
| Сезар (2018) | Лучший короткометражный фильм | «Береговые улитки» | Победа    |